# 2,4,6-Triklór-anizol
| 2,4,6-Triklór-anizol                                                                                            |                             |
| \| \| \| |                             |
| Kémiai azonosítók                                                                                               |                             |
| PubChem | 6884                        |
| ChemSpider | 6620                        |
| EINECS-szám | 201-743-5                   |
| KEGG | C11510                      |
| ChEBI | 19333                       |
| InChIKey | WCVOGSZTONGSQY-UHFFFAOYSA-N |
| UNII | 31O3X41254                  |
| Ha másként nem jelöljük, az adatok az anyag standardállapotára (100 kPa) és 25 °C-os hőmérsékletre vonatkoznak. |                             |
| |                             |

A 2,4,6-triklór-anizol (TCA) egy szerves vegyület, amelynek a kémiai képlete CH3OC6H2Cl3. Színtelen, szagtalan szilárd anyag.

## Előfordulás
A 2,4,6-triklór-anizol az egyik legerősebb mellékízű anyag, olyan anyag, amely „természetes úton keletkezik az élelmiszerekben/italokban [és jelentősen rontja] az ilyen termékek minőségét”. Egyes ivóvizek eleme is. Vérmintákban is kimutatták.

### Bor
2000-ben a TCA-t tekintették a borokban a parafa szagát okozó elsődleges kémiai vegyületnek, és kellemetlen földes, dohos és penészes szaga van.

### Kávé
A TCA-t felvetették a brazil és a világ más részeiről származó kávékban előforduló „riói defektus” okának is, amely egy „gyógyhatású, fenolos vagy jódszerű” ízre utal. Az íz-mellékhatások kiváltásában betöltött szerepének mechanizmusát vizsgálva megállapították, hogy „ a ciklikus nukleotid-függő csatornák elnyomásával csökkenti a szaglási transzdukciót anélkül, hogy szaglási reakciókat váltana ki”.

## Képződés
A TCA a 2,4,6-triklórfenol metilezésével képződik. Általánosabban, akkor keletkezhet, amikor a természetesen előforduló levegőben lévő gombák és baktériumok klórozott fenolos vegyületekkel érintkeznek, amelyeket aztán klórozott anizol- származékokká alakítanak. Az érintett fajok közé tartoznak az Aspergillus, Penicillium, Actinomycetes, Botrytis (pl. Botrytis cinerea ), Rhizobium vagy Streptomyces penész nemzetségek.
A klórfenol prekurzorát, a 2,4,6-triklórfenolt, gombaölő szerként használják; általánosabban a rokon vegyületek egyes növényvédő szerekben és faanyagvédő szerekben található szennyező anyagokként, vagy a fa, papír és más anyagok sterilizálására vagy fehérítésére használt klóros fehérítési eljárás melléktermékeiként keletkezhetik.

## Fordítás
Ez a szócikk részben vagy egészben  a(z)   2,4,6-Trichloroanisole című angol Wikipédia-szócikk ezen változatának fordításán alapul.  Az eredeti cikk szerkesztőit annak laptörténete sorolja fel. Ez a jelzés csupán a megfogalmazás eredetét és a szerzői jogokat jelzi, nem szolgál a cikkben szereplő információk forrásmegjelöléseként.